# 激流に生きる男
『激流に生きる男』（げきりゅうにいきるおとこ）は、1962年5月1日に日活で配給された、野村孝監督。高橋英樹初主演のアクション映画。この項で『赤木圭一郎は生きている 激流に生きる男』についても併せて述べる。

## 概要
もとは石原裕次郎主演で企画されていたが、裕次郎の負傷により、赤木圭一郎に代役が立てられた、しかし今度は撮影中に赤木が死亡したため、脚本などはそのままに代役として、当時大きな期待を集めていた高橋英樹が主演した。1967年に日活は、赤木版で既に撮影済みのフィルムと関係者のインタビューを編集し『赤木圭一郎は生きている '激流に生きる男』と題して劇場公開した。また赤木出演版では芦川いづみが出演していたが、高橋版では芦川は出演しなかった。

## キャスト
- 高橋英樹 : 黒須（槙）竜太郎
- 吉永小百合 : さかえ
- 二谷英明 : 前田
- 笹森礼子 : 遠藤靖子
- 白木マリ : 晴美
- 下絛正巳 : 野崎
- 波多野憲 : 黒岩
- 佐野浅夫 : 佐野
- 上野山功一 : 前田の弟
- 深江章喜 : 芝井
- 江木俊夫 : 利夫
- 水川国也 : 井上
- 田畑善彦 : 吉川
- 久遠利三 : 埠頭事務所係員
- 紀原土耕 : 島村
- 小泉郁之助 : 酒屋の主人
- 滝沢修 : 丸金/遠藤

## スタッフ
- 監督 : 野村孝
- 脚本 : 山崎巌、野村孝、吉田憲二
- 編集 : 鈴木晄
- 音楽 :  大森盛太郎

## 併映作品
- 『雲に向かって起つ』

## 赤木圭一郎は生きている 激流に生きる男
赤木主演の『激流に生きる男』の未完成フィルムと関係者のインタビューで構成された。

### スタッフ
- 監修 : 吉田憲二
- 構成 : 今戸榮一
- 編集 : 鈴木晄
- 音楽 :  大森盛太郎
- ナレーター : 波多野憲
- 製作協力 : 姫田真左久、岩木保夫、古山恒夫、横尾嘉良、加藤彰、斎藤洋
- サウンドトラック盤 : ポリドールレコード
- 協力 : ケイブン社フォノシート、雑誌近代映画

### 新撮インタビュー出演
- 野村孝
- 芦川いづみ
- 二谷英明
- 葉山良二
- 白木マリ
- 伊藤るり子
- 山本陽子

ほか

### 併映作品
- 『君は恋人』、齋藤武市監督